# Diocese de Bissau

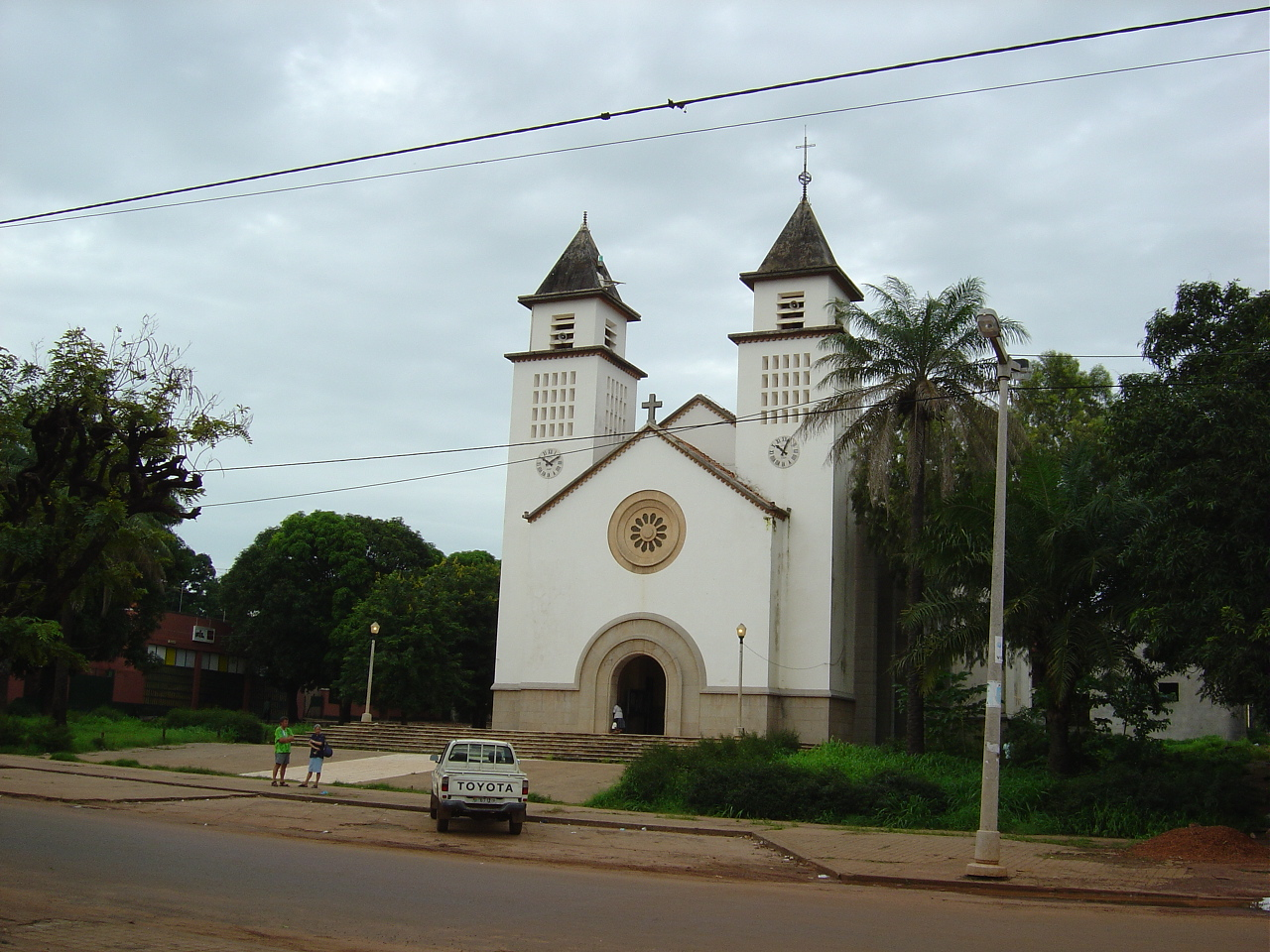
Fotografia: Diocese de Bissau

A Diocese de Bissau é uma circunscrição da Igreja Católica localizada na Guiné-Bissau, criada em 4 de setembro de 1940. Seu atual bispo é Dom José Lampra Cá.
Actualmente a diocese bissagense abrange uma área total de 11 490 km². Vivem no seu território cerca de 1 099 970 habitantes, sendo 172 575 católicos, portanto, 15,7% da população, distribuídos por 27 paróquias.

## História
A presença de uma entidade governativa católica na Guiné remonta a data de 3 de maio de 1867, quando foi criado o "Vicariato-Geral da Guiné Portuguesa", instalado brevemente em Bissau, em transferido pera Bolama já na década de 1870. O vigário-geral residente em Bolama era dependente da Diocese de Santiago de Cabo Verde.
Até 1940 todo o território de Guiné-Bissau dependia da Diocese da Praia em Cabo Verde. Nesse mesmo ano, dia 4 de setembro, a pedido da Conferência Episcopal da Metrópole, a Província da Guiné Portuguesa é desmembrada da diocese praiense e constituída em missão sui iuris por Pio XII com o nome de Guiné Lusitana, ainda com sede em Bolama; no ano seguinte, em 1941, a "Missão da Guiné Portuguesa" muda-se para Bissau, dado que esta volta a ser capital. O padre franciscano José Ribeiro de Magalhães é constituído seu primeiro superior eclesiástico. Veio a falecer em 1953. No mesmo ano é nomeado outro sacerdote franciscano, o padre Martinho da Silva Carvalhosa.
No dia 29 de abril de 1955 a missão passa a designar-se por Prefeitura Apostólica da Guiné Portuguesa, e o superior da missão, o padre Martinho da Silva Carvalhosa é eleito o seu primeiro bispo no dia 1 de maio do mesmo ano. Meses depois da constituição da Republica da Guiné-Bissau, ou seja, no dia 1 de janeiro de 1975, a prefeitura apostólica muda o seu nome para Prefeitura Apostólica de Guiné-Bissau, tendo como centro a cidade de Bissau. É bispo na altura Dom Amândio Domingues Neto, que resignou do seu cargo em 1977, vindo a falecer a 23 de janeiro de 2004.
No dia 21 de março de 1977 a prefeitura apostólica é elevada à categoria de diocese, tendo a capital guineense a sede episcopal. Settimo Arturo Ferrazzetta, o último sacerdote da ordem franciscana, é designado bispo residencial. Dom Settimo nasceu no dia 8 de dezembro de 1924, na cidade italiana de Selva di Progno. Veio a falecer no dia 26 de janeiro de 1999. Morrendo com fama de santidade, a causa da sua canonização foi introduzida pela diocese de Bissau. No dia 15 de outubro do mesmo ano o papa João Paulo II nomeia o primeiro bispo guineense, natural de Mansoa, sacerdote desde 31 de dezembro de 1982. O sua sagração episcopal veio a realizar-se no dia 12 de fevereiro de 2000, sendo sagrante principal o Arcebispo Jean-Paul Aimé Gobel, na altura núncio apostólico em Guiné-Bissau e Arcebispo titular de Calatia.
De 27 a 28 de janeiro de 1990, a diocese de Bissau teve a visita do Papa João Paulo II, primeiro papa a viajar à Republica da Guiné-Bissau. Na altura o Santo Padre encontrou-se com os sacerdotes, religiosos, seminaristas, catequistas e leigos na Catedral de Nossa Senhora da Candelária. Por ocasião da mesma visita pontifícia, foi inaugurado o primeiro Seminário Menor do país, dedicado a Nossa Senhora Estrela da Evangelização.

## Administração diocesana
Bispos de Bissau:
1. José Ribeiro de Magalhães, O.F.M., de 20 de junho de 1941 até 1953.
2. Martinho da Silva Carvalhosa, O.F.M., de 1953 até 1963.
3. João Ferreira, O.F.M., de 25 de janeiro de 1963 até 1965.
4. Amândio Domingues Neto, O.F.M., de 4 de abril de 1966 até resignar em 1977.
5. Settimio Arturo Ferrazzetta, O.F.M., de 21 de março de 1977 até 26 de janeiro de 1999.
6. José Câmnate na Bissign, de 15 de outubro de 1999 a 11 de julho de 2020.
7. José Lampra Cà, 10 de dezembro de 2021 - Atual